# Wital Silicki
Wital Silicki (biał. Віталь Сіліцкі, ros. Виталий Силицкий; ur. 25 grudnia 1972; zm. 11 czerwca 2011) – białoruski politolog, doktor politologii, dziennikarz, autor książek, w latach 2007–2011 dyrektor Białoruskiego Instytutu Badań Strategicznych.

## Życiorys
Urodził się 25 grudnia 1972 roku. W 1994 roku ukończył studia na Wydziale Filozofii i Nauk Społecznych Białoruskiego Uniwersytetu Państwowego, uzyskując specjalność socjologa. Następnie studiował na Uniwersytecie Środkowoeuropejskim w Budapeszcie, gdzie uzyskał tytuł magistra politologii, a także na Uniwersytecie Rutgersa w stanie New Jersey w Stanach Zjednoczonych, gdzie uzyskał stopień doktora politologii. Będąc studentem tej ostatniej uczelni, interesował się szczególnie komparatywnymi metodami badań zjawisk społecznych i politycznych. Rozpoczął też wówczas współpracę z Janem Zaprudnikiem.
W latach 1999–2003 pracował na Europejskim Uniwersytecie Humanistycznym w Mińsku. Następnie odbywał staż w Międzynarodowym Forum Badań nad Demokracją przy Narodowej Fundacji na rzecz Wspierania Demokracji w Stanach Zjednoczonych, a także na Uniwersytecie Stanforda.
W 2007 roku założył i do śmierci kierował Białoruskim Instytutem Badań Strategicznych. W swojej pracy politologa wyróżniał się tym, że dzięki edukacji w Europie zachodniej i w Ameryce analizował sytuację na Białorusi w kontekście politologii ogólnoświatowej; utrzymywał kontakt z międzynarodowym środowiskiem naukowców, dobrze znał język angielski.
Od 2002 roku pisał artykuły o tematyce politycznej dla strony internetowej naviny.by i dla czasopisma „Nasza Niwa”. Według słów Alaksandra Kłaskouskiego, redaktora strony naviny.by, Wital Silicki umiał uchwycić sedno wydarzeń, i metaforycznie, dogłębnie je przeanalizować, łączył się w nim talent naukowca i talent publicysty.
Wital Silicki ponad rok walczył w chorobą nowotworową nerki. Dzięki pomocy Biura na rzecz Demokratycznej Białorusi z Brukseli przez pewien czas leczył się w Belgii. Niedługo przed śmiercią wrócił na Białoruś. Na jego prośbę spotkał się z nim duchowny prawosławny posługujący się językiem białoruskim.

## Życie prywatne
Wital Silicki miał brata. Wyznawał prawosławie.

## Publikacje
Wital Silicki jest autorem książek:
- Adkładzienaja swaboda: postkamunistyczny autarytaryzm u Sierbii i Biełarusi (opublikowana na łamach czasopisma „ARCHE” w 2002 roku);
- we współautorstwie z Janem Zaprudnikiem: Histaryczny Słounik Biełarusi (Scarecrow Press, 2007);

a także ponad 100 publikacji w wydawnictwach Białorusi, USA, krajów Unii Europejskiej i Federacji Rosyjskiej.

## Stypendium im. Witala Silickiego
Pod koniec 2011 roku na Słowacji utworzone zostało Stypendium im. Witala Silickiego. Jego inicjatorami były: Instytut Badań Europejskich i Stosunków Międzynarodowych (IESIR) z siedzibą na Słowacji oraz Białoruski Instytut Badań Strategicznych (BISS) z siedzibą na Litwie, a wsparła go Słowacka Agencja ds. Współpracy w Rozwoju Międzynarodowym. Stypendium skierowane jest do białoruskich studentów, absolwentów uczelni wyższych i kandydatów nauk, a jego celem jest udoskonalić nawyki, wiedzę i kwalifikacje białoruskich studentów w sferach integracji europejskiej, budowy instytucji i administracji państwowej. Przewiduje on 5–6-miesięczne kursy w języku angielskim na Uniwersytecie Komeńskiego i placówkach akademickich i naukowych w Bratysławie.